# 芜湖火车站 (芜湖轨道交通)
蕪湖火車站是芜湖轨道交通2号线的车站，位于中华人民共和国安徽省芜湖市镜湖区站东路芜湖站东广场东侧。本站于2021年12月28日随着2号线一期的开通一并投入运营。

## 车站结构
蕪湖火車站为地下二层车站，地面层为出入口，地下一层为车站大堂，地下二层为车站站台，设有一个島式站台，并设有全高屏蔽门。

### 车站楼层
| 地面              | 出入口 | 1-3出入口 |
| 地下一层          | 站厅   | 客服中心、安检通道、自动售票机、验票机                                                                          |
| 地下二层          | 站台层 | \| \| \| █ 2号线往鸠兹广场（神山口） \| \| 島式 · 開左邊车门 \| \| \| \| \| \| █ 2号线往万春湖路（神山公園） \| |
|                   |        | █ 2号线往鸠兹广场（神山口）                                                                                     |
| 島式 · 開左邊车门 |        | |
|                   |        | █ 2号线往万春湖路（神山公園）                                                                                   |

## 车站出口
蕪湖火車站共设3个出口，各出口及周围设施如下所示：
|             |      |              |      |
| 出口编号    | 地点 | 可到达目的地 | 图片 |
| 1 · 出口    |      |              |      |
| 2 · 出口    |      |              |      |
| 3 · 出口    |      |              |      |
| 图例： 设有 |      |              |      |